# Castell'Arquato
Castell'Arquato är en ort och kommun i provinsen Piacenza i regionen Emilia-Romagna i Italien. Kommunen hade 4 591 invånare (2018).